# Savas Matsas
Savas Mihail Matsas (ou Savas Michael Matsas ou Savas Michael-Matsas ) (nascido em 1947, em Atenas) é um intelectual judeu-grego, líder do  Εργατικό Επαναστατικό Κόμμα (Partido Operário Revolucionário) . Ele é um antisionista e internacionalista atípico autor de uma obra considerável sobre literatura, filosofia, religião e luta de classes. Busca "uma reinterpretação da teoria revolucionária e marxismo a partir da perspectiva do messianismo e mística judia , e vice-versa "  . Sua posição pode ser classificada como a de um "ateísmo religioso", ou então de uma " messianismo profano " .